# Nõmme Kalju Football Club 2023
Questa voce raccoglie le informazioni riguardanti il Nõmme Kalju Football Club nelle competizioni ufficiali della stagione 2023.

## Stagione
- In campionato il Kalju Nõmme termina al quinto posto (49 punti) dietro al Paide (53) e davanti al Vaprus Pärnu (48).
- In coppa nazionale viene eliminato in semifinale dal Paide (3-1).

## Maglie e sponsor
La divisa casalinga era composta da una maglia nera con rifiniture bianche, pantaloncini neri e calzettoni neri. Quella da trasferta era invece composta da una maglia bianca con rifiniture nere, pantaloncini bianchi e calzettoni bianchi.
| Casa | Trasferta |

## Rosa
| N. |                              | Ruolo | Calciatore        |
| -- | ---------------------------- | ----- | ----------------- |
| 1  | Estonia (bandiera)           | P     | Marko Meerits     |
| 2  | Estonia (bandiera)           | D     | Artur Šarnin      |
| 4  | Estonia (bandiera)           | D     | Vladimir Avilov   |
| 5  | Francia (bandiera)           | D     | Yohan Mannone     |
| 6  | Estonia (bandiera)           | C     | German Šlein      |
| 8  | Trinidad e Tobago (bandiera) | C     | Andre Fortune     |
| 9  | Canada (bandiera)            | A     | David Promise     |
| 10 | Estonia (bandiera)           | C     | Artjom Dmitrijev  |
| 11 | Francia (bandiera)           | A     | Djibril Dianessy  |
| 11 | Stati Uniti (bandiera)       | A     | Zyen Jones        |
| 14 | Estonia (bandiera)           | C     | Nikita Komissarov |
| 15 | Estonia (bandiera)           | C     | Igor Subbotin     |
| 17 | Estonia (bandiera)           | A     | Kaspar Paur       |
| 20 | Estonia (bandiera)           | A     | Aleksandr Volkov  |
| 20 | Estonia (bandiera)           | C     | Nikita Ivanov     |

| N. |                        | Ruolo | Calciatore           |
| -- | ---------------------- | ----- | -------------------- |
| 21 | Estonia (bandiera)     | A     | Maksim Gussev        |
| 23 | Finlandia (bandiera)   | A     | Anton Eerola         |
| 24 | Estonia (bandiera)     | A     | Alex Tamm            |
| 26 | Estonia (bandiera)     | C     | Rommi Siht           |
| 33 | Belgio (bandiera)      | C     | Olivier Rommens      |
| 37 | Grecia (bandiera)      | D     | Giannīs Tsivelekidīs |
| 44 | Bielorussia (bandiera) | C     | Michail Babičaŭ      |
| 45 | Estonia (bandiera)     | D     | Henri Järvelaid      |
| 47 | Estonia (bandiera)     | D     | Casper Lugtmeijer    |
| 50 | Estonia (bandiera)     | D     | Maksim Podholjuzin   |
| 67 | Estonia (bandiera)     | C     | Ilja Antonov         |
| 79 | Estonia (bandiera)     | A     | Pavel Marin          |
| 91 | Russia (bandiera)      | P     | Maksim Pavlov        |
| 96 | Estonia (bandiera)     | P     | Henri Perk           |